# NGC 3779
NGC 3779 é uma galáxia espiral (Scd) localizada na direcção da constelação de Crater. Possui uma declinação de -10° 35' 03" e uma ascensão recta de 11 horas, 38 minutos e 50,8 segundos.
A galáxia NGC 3779 foi descoberta em 1880 por -.